# Høgfonnaksla
Die Høgfonnaksla (norwegisch für Hohe Schneefeldschulter) ist ein hoher und felsiger Gebirgskamm im ostantarktischen Königin-Maud-Land. Im Borg-Massiv bildet er das nördliche Ende des Bergs Høgfonna.
Norwegische Kartographen, die ihn auch in Anlehnung an die Benennung des Bergs Høgfonna benannten, kartierten den Gebirgskamm anhand von Luftaufnahmen und Vermessungen der Norwegisch-Britisch-Schwedischen Antarktisexpedition (1949–1952).